# リップスティック・トレイス
『リップスティック・トレイス』（Lipstick Traces - A Secret History Of Manic Street Preachers）は、ウェールズのロックバンド、マニック・ストリート・プリーチャーズが2003年に発表したコンピレーション・アルバム。

## 概要
バンド2枚目となるベスト・アルバム。本作はいわゆる裏ベストアルバムであり、これまでに発表したシングルのB面に収録されていた楽曲や未発表曲、カバー楽曲などのレアトラックを厳選して収録している。Disc 1にはオリジナル楽曲、Disc 2にはカヴァー曲を収録している。
アルバムタイトルは、ロック評論家のグレイル・マーカスの著書『Lipstick Traces - A Secret History Of The 20th Century』をもじったものである。
本国イギリスでは2003年7月14日に発売となったが、日本ではその2年後の2005年7月20日に発売された。そのため日本においては、本作発売後の2004年に発売された7thアルバム『ライフブラッド』と発売順が前後してしまっている。日本版はボーナストラックが4曲収録されており、初回盤は紙ジャケット仕様となっている。

## 収録曲

### Disc 1
1. プロローグ・トゥ・ヒストリー Prologue To History  (4:46)
23rdシングル「輝ける世代のために」収録
2. フォーエヴァー・ディレイド 4 Ever Delayed  (3:36) 
未発表曲。本作の前に発売されたベストアルバム「フォーエヴァー・ディレイド」のタイトルナンバーとして制作された楽曲。
3. ソロウ・シックスティーン Sollow 16  (3:43) 
8thシングル「スラッシュ&バーン」収録
4. ジャッジ・ユアセルフ Judge Yr'self  (3:01)
未発表曲。作詞は1995年に失踪したギタリストのリッチーが手掛けている。 2004年に発売された「ホーリー・バイブル」の10周年記念盤にPVが収録されている。
5. ソシアリスト・セレナーデ Socialist Serenade  (4:12) 
25thシングル「ユー・ストール・ザ・サ・フロム・マイ・ハート」収録
6. ドンキーズ Donkeys  (3:10)
14thシングル「ローゼズ・イン・ザ・ホスピタル ～囚われた快楽～」収録
7. コンフォート・カムズ Comfort Comes  (3:28)
15thシングル「失われた夢」収録
8. ミスター・カーボハイドレイト Mr Carbohydrate  (4:14)
19thシングル「ア・デザイン・フォー・ライフ」収録
9. デッド・トゥリーズ・アンド・トラフィック・アイランド Dead Trees And Traffic Islands  (3:44)
19thシングル「ア・デザイン・フォー・ライフ」収録
10. ホーセズ・アンダー・スターライト Horses Under Starlight  (3:08)
21stシングル「ケヴィン・カーター」収録
11. セピア Sepia  (3:54)
21stシングル「ケヴィン・カーター」収録
12. スカルプチャー・オブ・マン (人類の彫刻) Sculpture Of Man  (1:53)
16thシングル「ファスター/P.C.P.」収録
13. 集団自殺の傍観者達 Spectators Of Suicide  (5:03)
4thシングル「ユー・ラヴ・アス (HEAVENLY盤)」収録
14. 超麻痺民主的社会状態 Democracy Coma  (3:43) 
6thシングル「ラヴズ・スイート・エグザイル/リピート」収録
15. ストリップ・イット・ダウン Strip It Down (Live) (2:40)
2ndシングル「ニュー・アート・ライオット」収録
16. 退屈な真実 Bored Out Of My Mind  (2:55)
9thシングル「享楽都市の孤独」収録
17. ジャスト・ア・キッド Just A Kid Lyrics  (3:33)
30thシングル「オーシャン・スプレー」収録
18. クローズ・マイ・アイズ Close My Eyes  (4:27)
27thシングル「ザ・マッシズ・アゲインスト・ザ・クラッシズ」収録
19. ヴァレー・ボーイ Valley Boy  (5:08)
24thシングル「ジ・エヴァーラスティング」収録
20. セレモニー・レイプ・マシーン We Her Majesty's Prisoners  (5:22)
7thシングル「ユー・ラヴ・アス (SONY盤)」収録

### Disc 2
1. ウィー・アー・オール・ブルジョア・ナウ We Are All Bourgeois Now  (4:32)
マッカーシーのカバー。
2. ロックンロール・ミュージック Rock And Roll Music  (2:52) 
チャック・ベリーのカバー。
3. イッツ・ソー・イージー It's So Easy (Live)  (2:51) 
ガンズ・アンド・ローゼズのカバー。
4. テイク・ザ・スキンヘッズ・ボウリング Take The Skinheads Bowling  (2:28)
キャンパー・ヴァン・ベートーベンのカバー。
5. ビーン・ア・サン Been A Son  (2:26) 
ニルヴァーナのカバー。
6. アウト・オブ・タイム Out Of Time  (3:32)
ザ・ローリング・ストーンズのカバー。2002年に発表されたチャリティ・アルバム『1LOVE』への提供曲。
7. 雨にぬれても Raindrops Keep Falling On My Head  (2:55)
バート・バカラック/ハル・デイヴィッドのカバー。1995年に発表されたチャリティ・アルバム『Help』への提供曲。
8. ブライト・アイズ Bright Eyes (Live)  (3:14)
アート・ガーファンクルのカバー。
9. トレイン・イン・ヴェイン Train In Vain (Live)  (3:14)
ザ・クラッシュのカバー。
10. ロート・フォー・ラック Wrote For Luck  (2:41)
ハッピー・マンデーズのカバー。
11. ワッツ・マイ・ネーム What's My Name (Live)  (1:43)
ザ・クラッシュのカバー。
12. ヴェロシティ・ガール Velocity Girl  (1:39)
プライマル・スクリームのカバー。
13. 君の瞳に恋してる Can't Take My Eyes Of Off You  (3:12)
フランキー・ヴァリのカバー。
14. ディドゥント・マイ・ロード・デリヴァー・ダニエル Didn't My Lord Deliver Daniel  (2:05) 
ポール・ロブスンのカバー。
15. ラスト・クリスマス Last Christmas (2:05)
ワム!のカバー。
16. シークレット・ソサエティ A Secret Society  (2:53) (日本盤ボーナストラック)
17. ファイアーファイト Firefight  (3:43) (日本盤ボーナストラック)
18. ピクチャレスク Picturesque  (3:53) (日本盤ボーナストラック)
以上3曲は2005年春に行われたUKツアーにて販売された会場限定EP「God Save The Manics」の収録曲。
19. エヴリシング・マスト・ゴー Everything Must Go  (3:09) (日本盤ボーナストラック)
発売当時、アサヒスーパードライのCMタイアップがついたことから収録された。本作収録にあたり編集されている。